# Группа автоморфизмов свободной группы
Группа автоморфизмов свободной группы — группа, образованная всеми групповыми автоморфизмами некоторой свободной группы {\displaystyle F_{n}} конечного ранга {\displaystyle n} относительно операции композиции. Является одним из центральных объектов изучения комбинаторной теории групп и обозначается символом {\displaystyle {\rm {Aut}}(F_{n})}.

## Преобразования Нильсена
Пусть {\displaystyle F_{n}} — свободная группа с базисом {\displaystyle \{x_{1},x_{2},\ldots ,x_{n}\}}. Элементарными преобразованиями Нильсена называются автоморфизмы группы {\displaystyle F_{n}} следующих типов:
- обмен некоторой пары образующих {\displaystyle x_{i}} и {\displaystyle x_{j}} местами;
- замена одной из образующих {\displaystyle x_{i}} на обратную {\displaystyle x_{i}^{-1}};
- замена одной из образующих {\displaystyle x_{i}} на произведение {\displaystyle x_{i}x_{j}}, где {\displaystyle i\neq j}.

Данные автоморфизмы порождают группу {\displaystyle {\rm {Aut}}(F_{n})}.

## Роль в теории кос
Автоморфизм {\displaystyle \varphi } свободной группы {\displaystyle F_{n}} называется сплета́ющим (или косо́вым), если он удовлетворяет следующим условиям:
- найдется такая биекция {\displaystyle \mu \colon \{1,2,\ldots ,n\}\to \{1,2,\ldots ,n\}}, что для всех {\displaystyle k\in \{1,2,\ldots ,n\}} элемент {\displaystyle \varphi (x_{k})} сопряжен в {\displaystyle F_{n}} с элементом {\displaystyle x_{\mu (k)}};
- {\displaystyle \varphi (x_{1}x_{2}\ldots x_{n})=x_{1}x_{2}\ldots x_{n}}.

Множество {\displaystyle {\hat {B}}_{n}} всех сплетающих автоморфизмов группы {\displaystyle F_{n}} является подгруппой группы {\displaystyle {\rm {Aut}}(F_{n})} всех автоморфизмов:
{\displaystyle {\hat {B}}_{n}<{\rm {Aut}}(F_{n})}
Определим серию обратных друг к другу сплетающих автоморфизмов {\displaystyle {\hat {\sigma }}_{1},{\hat {\sigma }}_{2},\ldots ,{\hat {\sigma }}_{n-1}} и {\displaystyle {\hat {\sigma }}_{1}^{-1},{\hat {\sigma }}_{2}^{-1},\ldots ,{\hat {\sigma }}_{n-1}^{-1}} правилом
{\displaystyle {\hat {\sigma }}_{i}(x_{k}):={\begin{cases}x_{k+1},&k=i,\\x_{k}^{-1}x_{k-1}x_{k},&k=i+1,\\x_{k},&k\in \{1,\ldots ,n\}\setminus \{i,i+1\},\end{cases}}}
{\displaystyle {\hat {\sigma }}_{i}^{-1}(x_{k}):={\begin{cases}x_{k}x_{k+1}x_{k}^{-1},&k=i,\\x_{k-1},&k=i+1,\\x_{k},&k\in \{1,\ldots ,n\}\setminus \{i,i+1\}.\end{cases}}}
Гомоморфизм {\displaystyle B_{n}\to {\hat {B}}_{n}} из группы кос в группу сплетающих автоморфизмов, заданный на образующих Артина правилом {\displaystyle \sigma _{i}\mapsto {\hat {\sigma }}}, является изоморфизмом.